# Troppo amata
Troppo amata (The Gorgeous Hussy) è un film del 1936 diretto da Clarence Brown.
È il racconto della vita di Peggy O'Neal, protetta e confidente del settimo presidente degli Stati Uniti Andrew Jackson (1829-1837) e seduttrice di uomini influenti, politici e militari.
Il film si fregia del titolo biografico ma con molte licenze narrative. La pellicola è tratta da un romanzo di Samuel Hopkins Adams.
Beulah Bondi, che interpretava Rachel Jackson, fu candidata all'Oscar alla miglior attrice non protagonista. Il film ottenne anche una candidatura all'Oscar alla migliore fotografia per George J. Folsey.

## Trama
Nel 1823, a Washington, Peggy, la figlia del maggiore O'Neal, conquista con il suo fascino ogni uomo. Nella locanda che gestisce con il padre, Peggy incontra alcuni uomini politici come Andrew Jackson e Daniel Webster che lei affascina con le sue brillanti opinioni. La giovane è, però, segretamente innamorata di John Randolph, un senatore della Virginia. Questi la difende quando viene insultata da "Bow" Timberlake che la definisce una "donna da taverna". Anche Bow ben presto dimostra di non essere insensibile alle grazie di Peggy e la domanda in moglie. Ma lei rifiuta e si rifugia nella stanza di Randolph al quale dichiara il suo amore. L'uomo la manda via, ritenendola troppo giovane per lui. Ma poi ci ripensa e si rende conto di amarla. Però ormai è troppo tardi. Peggy ha accettato la proposta di matrimonio di Bow.
Dopo il matrimonio, Bow lascia la moglie: ufficiale della U.S.S. Constitution, deve assentarsi per un periodo di tre mesi. Ma Bow non tornerà più: passati i tre mesi, Peggy scopre che il marito è morto.
Nel 1828, Jackson vince le elezioni e diventa presidente degli Stati Uniti. La sua amata moglie Rachel muore: prima di spirare, affida il marito a Peggy, chiedendole di avere cura di lui. Peggy, sfidando le malelingue, diventa la confidente di Jackson, svolgendo anche le funzioni di padrona di casa. Il presidente, dal canto suo, deve vedersela con gli stati del sud che attaccano la sua politica e uno dei suoi detrattori più decisi è proprio John Randolph. A un ballo, Peggy è felice di rivedere Randolph dopo cinque anni. I due cominciano a progettare una vita insieme ma poi si rendono conto che le loro diverse opinioni in politica li dividono. Qualche tempo dopo, Peggy sposa John Eaton, il Segretario di Stato, con l'approvazione di Jackson e la loro si rivela un'unione felice.
Passa un anno. Rowdy, un amico di infanzia di Peggy, le dice che Randolph è in pericolo di vita. Sunderland, un sudista, gli ha sparato per impedirgli di rivelare a Jackson che si stava organizzando una ribellione negli stati del sud. Peggy, accompagnata da Rowdy, si reca da Randolph che muore felice di averla vista ancora una volta.
Sulla via del ritorno, i due vengono avvicinati da Sunderland, che li ricatta con la minaccia di rivelare che li ha visti insieme. Rowdy lo butta fuori ma, a Washington, le voci corrono e scoppia uno scandalo. Jackson - irritato per gli attacchi a Peggy - riunisce il gabinetto e dichiara che la signora Eaton si è recata da Randolph per incarico suo, accompagnata da Rowdy perché il marito non poteva accompagnarla a causa dei suoi incarichi di stato. Poi, il presidente chiede le dimissioni dell'intero gabinetto, mantenendo in carica solo Eaton. Peggy, rendendosi conto che la bugia di Jackson non le renderà comunque facile la vita a Washington, gli chiede di dare al marito un incarico all'estero. Gli Eaton partono così per la Spagna, dove, finalmente, potranno vivere felicemente al di fuori delle beghe politiche e dei pettegolezzi di Washington.

## Produzione
Il film fu prodotto dalla Metro-Goldwyn-Mayer (MGM) (controlled by Loew's Incorporated). Venne girato negli studi della MGM al 10202 di W. Washington Blvd., a Culver City, in California. dal 27 aprile 1936 al giugno 1936 con un budget stimato di 1.119.000 dollari.

## Distribuzione
Distribuito dalla Metro-Goldwyn-Mayer (MGM), uscì nelle sale cinematografiche USA il 28 agosto 1936.
In tutto il mondo, il film incassò in totale 2.019.000 dollari a fronte di un investimento di 1.119.000 dollari.